# Пуэрто-Рико на летних Олимпийских играх 2000
Пуэрто-Рико принимало участие в Летних Олимпийских играх 2000 года в Сиднее (Австралия) в четырнадцатый раз за свою историю, но не завоевало ни одной медали. Сборную страны представляли 6 женщин.

## Состав и результаты олимпийской сборной Пуэрто-Рико

### Дзюдо
Спортсменов — 3
Соревнования по дзюдо проводились по системе на выбывание. В утешительные раунды попадали спортсмены, проигравшие полуфиналистам турнира. Два спортсмена, одержавших победу в утешительном раунде, в поединке за бронзу сражались с проигравшими в полуфинале.
Мужчины
| Спортсмен      | Категория | 1/32               | 1/16                                        | 1/8                | Четвертьфиналы     | Полуфиналы         | Первый доп. раунд                      | Утешительный четвертьфинал | Утешительный полуфинал | За 3 место Финал   | Место |
| Спортсмен      | Категория | Соперник Результат | Соперник Результат                          | Соперник Результат | Соперник Результат | Соперник Результат | Соперник Результат                     | Соперник Результат         | Соперник Результат     | Соперник Результат | Место |
| -------------- | --------- | ------------------ | ------------------------------------------- | ------------------ | ------------------ | ------------------ | -------------------------------------- | -------------------------- | ---------------------- | ------------------ | ----- |
| Мелвин Асеведо | до 66 кг  |                    | Джироламо Джовинаццо (ITA) пор. 0000 — 1000 | Не прошёл          | Не прошёл          | Не прошёл          | Энрике Гимараэс (BRA) пор. 0000 — 0011 | Не прошёл                  | Не прошёл              | Не прошёл          | 13    |

| Соревнование | Спортсмены         | Первый раунд       | Второй раунд                    | 1/8 финала                         | Четвертьфинал        | Полуфинал            | Финал                | Место |
| Соревнование | Спортсмены         | Соперник Результат | Соперник Результат              | Соперник Результат                 | Соперник Результат   | Соперник Результат   | Соперник Результат   | Место |
| ------------ | ------------------ | ------------------ | ------------------------------- | ---------------------------------- | -------------------- | -------------------- | -------------------- | ----- |
| до 73 кг     | Карлос Асеведо     | Не участвовал      | М. Ийеш (HUN) П 0000 — 0200     | Завершил выступление               | Завершил выступление | Завершил выступление | Завершил выступление | —     |
| до 81 кг     | Хосе Луис Мартинес | Не участвовал      | Чо Ин Чхоль (KOR) П 0001 — 1110 | Утешительный турнир                | Завершил выступление | Завершил выступление | Завершил выступление | 13    |
| до 81 кг     | Хосе Луис Мартинес | Не участвовал      | Чо Ин Чхоль (KOR) П 0001 — 1110 | Флориан Ваннер (GER) П 0000 — 1001 | Завершил выступление | Завершил выступление | Завершил выступление | 13    |

### Плавание
Спортсменов — 1
В следующий раунд на каждой дистанции проходили лучшие спортсмены по времени, независимо от места занятого в своём заплыве.
Мужчины
| Спортсмен     | Соревнование | Предварительные заплывы | Предварительные заплывы | Полуфиналы | Полуфиналы | Финал     | Финал     |
| Спортсмен     | Соревнование | Результат               | Место                   | Результат  | Место      | Результат | Место     |
| ------------- | ------------ | ----------------------- | ----------------------- | ---------- | ---------- | --------- | --------- |
| Арсенио Лопес | 100 м брасс  | 1:04,02                 | 34                      | Не прошёл  | Не прошёл  | Не прошёл | Не прошёл |

### Прыжки в воду
Спортсменов — 1
В индивидуальных прыжках в предварительных раундах складывались результаты квалификации и полуфинальных прыжков. По их результатам в финал проходило 12 спортсменов. В финале они начинали с результатами полуфинальных прыжков.
Женщины
| Спортсмен         | Соревнование | Квалификация | Квалификация | Полуфинал | Полуфинал | Всего     | Финал     | Финал     | Всего  | Место |
| Спортсмен         | Соревнование | Очков        | Место        | Очков     | Место     | Всего     | Очков     | Место     | Всего  | Место |
| ----------------- | ------------ | ------------ | ------------ | --------- | --------- | --------- | --------- | --------- | ------ | ----- |
| Анхелика Родригес | трамплин     | 235,47       | 27           | Не прошла | Не прошла | Не прошла | Не прошла | Не прошла | 235,47 | 27    |
| Анхелика Родригес | вышка        | 273,36       | 16           | 134,94    | 17        | 408,30    | Не прошла | Не прошла | 408,30 | 18    |

### Фехтование
Спортсменов — 1
В индивидуальных соревнованиях спортсмены сражаются три раунда по три минуты, либо до того момента, как один из спортсменов нанесёт 15 уколов. В командных соревнованиях поединок идёт 9 раундов по 4 минуты каждый, либо до 45 уколов. Если по окончании времени в поединке зафиксирован ничейный результат, то назначается дополнительная минута до «золотого» укола.
Мужчины
| Соревнование         | Спортсмены         | 1/32 финала                             | 1/16 финала          | 1/8 финала           | Четвертьфиналы       | Полуфиналы           | Финал матч за 3-е место | Место |
| Соревнование         | Спортсмены         | Соперник Результат                      | Соперник Результат   | Соперник Результат   | Соперник Результат   | Соперник Результат   | Соперник Результат      | Место |
| -------------------- | ------------------ | --------------------------------------- | -------------------- | -------------------- | -------------------- | -------------------- | ----------------------- | ----- |
| Индивидуальная шпага | Хонатан Пенья (30) | Владимир Пченикин (BLR) (35) пор. 11:15 | Завершил выступление | Завершил выступление | Завершил выступление | Завершил выступление | Завершил выступление    | 36    |